# Синадини
Синадини (на гръцки: Συναδηνός; на латински: Synadenos) са византийски аристократичен род с малоазийски произход. Негови представители заемат важни длъжности във военно-административния апарат на империята в периода от средата на X век до средата на XIV век. Престижът на рода става причина Синадини да се обвържат посредством редица брачни съюзи с царстващите фамилии на Вотаниатите, Комнините и Палеолозите, с други аристократични фамилии, както и с владетелските домове на Унгария и България.
Родът на Синадините води своите корени от фригийския град Синада в тема Анатоликон, от който произлиза името на рода. Първият представител на фамилията е Филит Синадин, който е заемал важни длъжности през втората половина на X век и началото на XI век. През 40-те години на XI век Василий Синадин е управител на Дирахиум.
През XI и XII век Синадини са видни пълководци, свързани с Вотаниатите и Комнините. През 70-те години на XI век племенница на бъдещия император Никифор III, родена от брака на сестра му с Теодул Синадин, става унгарска кралица като съпруга на унгарския крал Геза I. При царуването на Никифор III Вотаниат Синадините се оказват на крачка от това да стъпят на самия престол – по думите на Анна Комнина Никифор III Вотаниат планирал да преотстъпи властта на представител на Синадините – племенника му Никифор Синадин.
Фамилията не слиза от политическата сцена и при управлението на Комнините в края на XI век и почти целия XII век – Андроник Синадин е управител на няколко византийски провинции при император Мануил I Комнин, включително и на Кипър. Представители на рода Синадини стават част и от семейството на Комнините – син на император Йоан II Комнин е женен за Ирина Синадина, а една от дъщерите на Андроник I Комнин е омъжена за Теодор Синадин.
В Никейската империя Синадините са част от аристократичната опозиция срещу управляващата династия на Ласкаридите. Най-голямо влияние фамилията Синадини достига в края на XIII век и първата половина на XIV. Тогава Синадини се сродяват с Палеолозите посредством брака на Йоан Синадин и Теодора Палеологина, сестра на император Михаил VIII Палеолог. По този начин Йоан се издига до поста велик стратопедарх на империята при управлението на Михаил VIII и Андроник II. Неговите синове Йоан и Теодор също заемат висши държавни и военни постове. През този период Синадини се сродяват и с влиятелните фамилии Раул и Асен. Според българския изследовател доц. Петър Николов-Зиков Синадина по произход е и майката на българския цар Иван Александър – Кераца Петрица, което прави последните български и сръбски царе също потомци на Синадините.